# Partito Comunista Cileno d'Azione Proletaria
Il Partito Comunista Cileno di Azione Proletaria (in spagnolo:Partido Comunista Chileno (Acción Proletaria) - PCAP) è un partito politico di orientamento marxista-leninista fondato in Cile nel 1979.

## Storia
Il partito nasce l'8 novembre 1979 su iniziativa di Eduardo Artés, assumendo la denominazione di Azione Proletaria (Acción Proletaria). La costituzione del partito, avvenuta nel pieno della dittatura militare instaurata dopo il golpe del '73, avviene attraverso una scissione dal Partito Comunista Rivoluzionario nel solco del pensiero hoxhaista. Contestualmente il partito lancia il primo numero della sua rivista mensile, chiamata a sua volta "Azione proletaria".
Nell'aprile del 1983 dichiara compiuta la propria trasformazione da movimento in partito e assume il nome di Partito Comunista Cileno (cui si aggiunge "Azione Proletaria" per distinguerlo dal Partito Comunista del Cile).
Nel 1991 entra nell'alleanza Movimento di Sinistra Democratica Allendista.
Nel 2003 è uno dei membri fondatori della coalizione Juntos Podemos Más, con la quale presenta propri candidati alle elezioni municipali del 2004 e alle parlamentari del 2005. I dissidi con le altre formazioni politiche della coalizione diventano profondi quando il Partito Comunista del Cile invita a votare Michelle Bachelet al ballottaggio delle presidenziali del 2005. In seguito il Partito Comunista d'Azione Proletaria lascerà la coalizione quando questa stringerà un accordo elettorale con la Concertazione dei Partiti per la Democrazia.

## Ideologia
Esso è considerato come un partito marxista, leninista e stalinista e aderisce alla Conferenza Internazionale dei Partiti e delle Organizzazioni Marxisti-Leninisti (Unità e Lotta). Propone il superamento del capitalismo e la creazione di una società socialista e collettivista.